# Novel·la de gènere
El terme novel·la de gènere designa conjuntament els diversos tipus de gènere novel·lístic més o menys estereotipats, clarament caracteritzables cadascun pel centre d'interès (l'amor, el sexe, l'aventura, el crim...), la temàtica, l'ambientació i la mena de personatges, així com per una sèrie de convencions establertes (implícitament) al si de cadascun d'ells (del final feliç de la novel·la sentimental al secret en què porta les investigacions el detectiu de la novel·la-enigma fins a l'explicació final). Des d'aquest punt de vista, novel·la de gènere és un terme de tipologia documental: designa un tipus determinat de novel·lística. Alhora, per descomptat, és també un terme classificatori: s'aplica igualment a aquelles obres concretes que es poden encabir en aqueixa mena de novel·lística. En l'exposició que segueix és inevitable mesclar ambdues perspectives.
En principi, la novel·la de gènere s'escriu seguint les convencions d'un gènere determinat, amb la voluntat explícita d'incloure-s'hi, de manera que l'obra atregui i plagui els afeccionats al gènere en qüestió. Convé puntualitzar que la mera temàtica tractada no identifica pas una novel·la com a de gènere: l'alta literatura se centra sovint en matèries com l'amor, el sexe, la guerra o el crim (de fet, matèries centrals de tota literatura), o s'ambienta en un període pretèrit, etc. El que identifica la novel·la de gènere és, precisament, el citat respecte a les convencions del gènere en què s'emmarca. Això no exclou pas el fet que els gèneres evolucionen, s'entremesclen i en generen de nous. De la mateixa manera, el lector actual pot apreciar els millors títols de gèneres de consum avui desfasats, com la novel·la de cavalleries o el fulletó vuitcentista.
La vàlua de la novel·la de gènere rau en l'interès de la trama més que en la qualitat artística; més en la capacitat de distreure que no en l'expressió personal de l'autor. Emperò, alguns autors i algunes obres de novel·la de gènere es poden incloure en l'alta literatura pel valor artístic atès, així com per la brillantor amb què han reflectit la societat coetània; d'altra banda, la percepció d'una obra literària com a merament comercial o com a alta literatura (o literatura sense adjectius) pot variar amb el temps.

## Sociologia de la novel·la de gènere
Si internament, centrant-se en l'anàlisi formal, la novel·la de gènere es defineix per l'autoadscripció, externament, des de l'òptica sociològica, es caracteritza pel fet que:
- té com a funció bàsica l'entreteniment del lector, evadir-lo de la realitat quotidiana (cosa que fa mitjançant la identificació del lector amb la sort del protagonista);
- s'adreça al consum massiu del gran públic;
- en principi, té escassa vocació artístico-intel·lectual, s'aferra als models literaris consagrats i tan sols innova lentament;
- a diferència de la literatura popular tradicional, no sorgeix autònomament del poble, sinó que és "creada i dirigida pels interessos de determinats sectors cultes" (Pi i Vendrell 1986, p. 36), fins i tot avui en què gran part dels autors són d'extracció popular.

La novel·la de gènere constitueix una de les expressions principals de la literatura de consum, la qual, al seu torn, és la branca literària de la cultura de masses. En altres mots, es tracta de la lectura literària habitual de la major part de la població; a la massivitat dels seus circuits de comercialització deu el sinònim novel·la de quiosc. En conseqüència, i com diu Andrés Amorós (1974), "posseeix un interès sociològic absolutament evident, sense necessitat de més discussió; i, a vegades, un interès literari bastant considerable. L'obra literària pot donar-nos un reflex de la societat millor que l'historiador, el psicòleg i el sociòleg. I la subliteratura pot fer-ho amb molta nitidesa, oferint-nos l'escala de valors d'una societat o dels seus grups socials; en definitiva, servint la història de les mentalitats" (pàg. 8).
D'altra banda, la novel·la de gènere acostuma de reproduir els usos de l'alta literatura en versió simplificada, sovint amb retard. Per això "la literatura de baixa qualitat pot servir d'excel·lent exemple per a percebre i mostrar com funcionen (...) les tècniques i mecanismes literaris. (...) Crec que analitzant obres d'escàs valor podem fer estudis (...) que en acabat ens serviran per a entendre més bé la ‘retòrica’ d'obres de qualitat molt elevada" (pàg. 12). Així mateix, aquest estudi pot facilitar-nos dades valuosíssimes sobre la cronologia i forma de la divulgació i recepció populars de les innovacions literàrio-culturals.
Finalment, la novel·la de gènere o de consum, com altres manifestacions de la cultura de masses, funciona necessàriament en una llengua determinada; contribueix, doncs, a delimitar un espai nacional de comunicació, a estructurar un mercat de voluntat "nacional", i, per tant, a alimentar una consciència nacional (o a crear una alienació nacional) que, al seu torn, es veurà confirmada per la normalitat (tendencialment) monolingüe amb què es consumeix la lectura popular. En el cas dels Països Catalans, entrebancs polítics i sociolingüístics de tots coneguts impedeixen la plena funcionalitat de la llengua catalana com a vehicle antonomàstic de la cultura de masses; de manera que la novel·la de gènere, traduïda o de producció pròpia, hi existeix en català (i en un percentatge cada cop més considerable), però funciona majoritàriament en la llengua estatal (francès, espanyol o italià) corresponent a cada fragment del país.

## Gèneres de la novel·la de gènere
Vet aquí una classificació dels principals gèneres en què s'estructura la novel·la de gènere moderna.

### Novel·la d'aventures
La novel·la d'aventures, tradicionalment adreçada sobretot al públic masculí, sigui juvenil o adult, narra històries d'acció i violència físiques en el marc d'una tasca perillosa, sovint de tipus més o menys militar, situada en el passat (en les històries "de capa i espasa", per exemple) o en el present, i desenvolupada en indrets "exòtics" o remots, com ara selves, deserts, muntanyes o oceans (en les històries de pirates, per exemple), generalment amb elements de valor, companyonia i traïció. Aquest gènere, un dels bàsics de la novel·la de gènere, i dels més antics, cerca distreure i emocionar el lector, i, alhora, transmetre-li els valors exemplificats pels protagonistes.

### Novel·la bèl·lica
La novel·la bèl·lica, anomenada col·loquialment novel·la de guerra, és, de fet, un tipus de novel·la d'aventures, però es pot considerar com un gènere amb prou especificitat a causa de l'ambientació en una guerra recent, almenys del segle XX (amb predomini de la Segona Guerra Mundial), punt que comporta tota una sèrie de convencions prou privatives; en canvi, els equivalents ambientats en el segle xix (novel·les colonials, per exemple) o més enrere entren de ple en el gènere de la novel·la d'aventures. La novel·la bèl·lica pròpiament dita, en tant que novel·la de gènere, es distingeix de novel·les d'alta literatura d'ambientació igualment bèl·lica en el fet que generalment s'aproxima a la matèria des de l'òptica de l'aventura i tendeix a l'exaltació del valor i l'heroisme militars. El gènere havia estat molt popular als països romànics almenys fins als anys seixanta, tant en traduccions (sobretot de l'anglès) com en producció pròpia, però avui hi està en decadència.

### Novel·la de l'oest
La novel·la de l'oest (equivalent literari del western cinematogràfic) sorgeix com a subgènere de la novel·la d'aventures, de què s'emancipa de fet per l'especificitat del seu escenari, l'oest (el Far West) dels EUA en la segona meitat del segle xix, i per tota la sèrie de convencions que això comporta: grans planures i ciutats sense llei, saloons, whisky, cantineres i partides de pòker, cowboys rudes i individualistes, indis, pistolers, duels al sol, etc., etc. El gènere havia estat molt popular als països romànics almenys fins als anys seixanta, tant en traduccions (sobretot de l'anglès) com en producció pròpia, però avui hi està en decadència.

### Novel·la detectivesca
La novel·la detectivesca se centra en la investigació d'un delicte, sovint l'assassinat, per part d'un protagonista (sovint individual) que pot ser afeccionat o professional. Aquest gènere, vast i d'enorme popularitat, consta de nombrosos subgèneres, en funció de matisos de to, caràcter i ambientació. En perspectiva històrica pot dir-se que la novel·la detectivesca és un tipus de novel·la de misteri individualitzat com a gènere per l'especialització del centre d'interès i per unes convencions molt específiques.

### Novel·la d'acció
La novel·la d'acció (el thriller de l'anglès) cerca provocar un nivell elevat d'excitació nerviosa i d'incertesa en el lector mitjançant intrigues sovint complexes, plenes d'acció i violència, d'ambientació actual, en principi. L'èmfasi en la tensió, juntament amb la mena d'ambientació, generalment actual i urbana, distingeixen aquest gènere de la novel·la d'aventures; el paper escàs o secundari de l'enigma (sovint el culpable és conegut des del principi, o bé és el protagonista) el distancien de la novel·la detectivesca (amb què, tot i així, s'encavalca sovint); això mateix, juntament amb el dinamisme intrínsec, el demarquen de la novel·la de misteri (amb la qual, emperò, pot compartir elements de tensió psicològica, àlies suspens). En el subgènere bàsic de novel·la d'acció, un protagonista carismàtic lluita desigualment, en solitari o amb l'ajut d'un grapat reduït de col·laboradors, contra criminals dotats d'amplis recursos, els quals criminals repugnen, més que per il·legals, per l'extrema brutalitat de llur delicte o de llurs intencions. Altres subgèneres de la novel·la d'acció són la novel·la d'espionatge, el rififì, la novel·la centrada en un criminal paranoide, etc. Avui és un dels gèneres més comercials, en contínua expansió.

### Novel·la de misteri
La novel·la de misteri inquieta i emociona el lector amb històries en què el protagonista ha de resoldre un enigma (no necessàriament un crim) o es troba amenaçat per un perill difús que pot concretar-se o no. L'acció es presenta generalment en un marc quotidià, a diferència de la novel·la d'aventures. És aquesta mateixa quotidianitat ambiental el que contribueix a crear la tensió i el clima de suspens, sense que hi calgui acció trepidant ni violència explícita, en contrast amb la novel·la d'acció. Si hi ha enigma a resoldre, se'n poden donar les pistes interpretatives al lector progressivament, com en bona part de la novel·la detectivesca, però, a diferència d'aquesta, el crim no hi és consubstancial, com ja hem vist. L'ambientació pot ésser actual o històrica; en el segon cas, es distingeix de la novel·la històrica perquè el centre d'interès rau en el misteri en si, i no pas en el retrat de l'època. L'enamorament i les relacions amoroses poden tenir-hi un paper destacat, com en la novel·la sentimental, però no hi constitueixen l'element estructurador de la trama. De forma similar a la novel·la de terror i a la novel·la fantàstica, pot incloure elements meravellosos o sobrenaturals, emprats, però, com a eines d'ambientació misteriosa i inquietant, que generalment resulten aparents a última hora. El gènere presenta gran varietat interna, amb àmplia gamma de possibilitats; els seus subgèneres abasten de la novel·la gòtica a la novel·la d'enjòlit (o novel·la de suspens psicològic).

### Novel·la de terror
La novel·la de terror cerca provocar pànic i fascinació en el lector a base d'elements sobrenaturals (dimonis, fantasmes, monstres, "no morts", etc.) o psicològics, explicitats o suggerits.

### Novel·la fantàstica
La novel·la fantàstica desplega aventures èpiques situades en mons imaginaris i meravellosos en un passat llegendari, sovint amb intervenció de la màgia.

### Novel·la de ciència-ficció
La novel·la de ciència-ficció especula sobre mons possibles, i sobre el possible impacte de la ciència i la tecnologia en la vida humana, tot narrant històries sovint ambientades en el futur, o situades a l'espai exterior, o relacionades amb civilitzacions extraterrestres, o consistents en viatges en el temps; és un gènere molt vast i divers, que abasta des d'aventures infantiloides amb monstres extraterrestres fins a complexos drames simbòlics sobre la condició humana.

### Novel·la sentimental
La novel·la sentimental, coneguda col·loquialment com a novel·la rosa (i, impròpiament, com a "novel·la romàntica"), tradicionalment adreçada al públic femení, narra una història d'amor, generalment entre home i dona, i que, un cop superats entrebancs i malentesos de tota mena, té un final feliç (tradicionalment, una boda) en què resta explícit que la parella viurà unida i feliç per sempre més. Es tracta d'un dels gèneres de major èxit comercial.

### Novel·la eròtica
La novel·la eròtica, coneguda col·loquialment com a novel·la verda, se centra en la vida sexual dels personatges, amb descripcions més o menys explícites d'actes sexuals. El gènere també és conegut com a novel·la pornogràfica quan ateny certs graus d'explicitació o adopta determinades òptiques ideològico-morals, segons criteris de validesa relativa i difícils de generalitzar. En el món euròpid, durant segles aquest gènere, blasmat i perseguit per la moral oficial, ha tingut circulació restringida o clandestina; en les darreres dècades, mercès a la relativa liberalització dels costums, ha atès els circuits de distribució massiva.

### Novel·la històrica
La novel·la històrica ambienta l'acció en un passat prou remot perquè resulti aliè al lector, i prova de reconstruir aqueixa època amb més o menys fidelitat. La coneixença de les formes de vida, els costums i la quotidianitat d'aquella societat pretèrita esdevé, doncs, un dels centres d'interès de les novel·les d'aquest gènere. A partir d'ací s'hi combinen elements d'altres gèneres; especialment, de l'aventura, l'acció, el misteri, etc. L'òptica d'entreteniment i l'èmfasi en la trama distingeixen aquest gènere, com a tal, d'una altra mena de novel·la històrica: aquelles novel·les ambientades en el passat que hom pot considerar part integrant de l'alta literatura.

### Novel·la d'humor
La novel·la d'humor cerca divertir el lector amb l'ús d'elements irònics, sarcàstics, etc., i mitjançant arguments enginyosos i situacions còmiques, malentesos i embolics, etc., sovint amb aspectes costumistes i amb algun grau de crítica social.

## Breu història de la novel·la de gènere
Pràcticament en totes les literatures hi ha copiosos precedents temàtics i formals de la literatura de gènere, tant en el camp de la creació culta com en el de la cultura popular-tradicional, així escrita com de transmissió oral, de la Xina a Islàndia passant per Pèrsia i Roma, des dels relats medievals de viatges a l'altre món fins a la persistent narrativa pornogràfica, de les cròniques d'"horrorosos crims" que omplien auques i plecs de cordill vuitcentistes fins a l'univers de terror simbòlic que travessa el folklore, per a no referir-nos a l'èpica de protagonista individual, a tota mena de literatura de caràcter amorós, etc., etc.
Emperò, la novel·la de gènere pròpiament dita, tal com la coneixem avui, és una creació contemporània, pròpia de l'era capitalista. Els seus naixement i desenvolupament arrenquen de la Revolució Industrial, a cavall dels segles xviii i xix, i venen condicionats per l'accés progressiu de les masses a la vida política activa; la consolidació de moderns mercats culturals d'àmbit estatal entorn de la llengua i la cultura oficials; l'alfabetització progressivament universal, acompanyada d'un adoctrinament que prepara les masses per a consumir la cultura "nacional" definida primordialment per la burgesia; l'aparició de la premsa de masses; la democratització relativa del llibre, amb l'augment dels tiratges i l'esclat del llibre popular, de baix cost, adreçat específicament a les classes subalternes; la professionalització de l'autor, així com dels canals de publicació i distribució; en definitiva, per l'establiment de l'actual cultura de masses, que acabarà d'adquirir els grans trets al llarg del segle xx. En aquest procés, la cultura popular es transforma i modernitza, alhora que va perdent autonomia i resta subordinada –sempre amb matisos-- a la cultura dominant, en el marc de la cultura de masses. Finalment, del 1945 endavant s'imposa la societat de consum juntament amb l'hegemonia dels productes de la cultura estatunidenca, amb la consegüent estandardització universal.
En aquest marc sociohistòric, la naixença i definició dels diversos gèneres de la novel·la de gènere (i del mateix fenomen d'aquesta novel·la comercial "de fórmula") és un magma, però esquemàticament pot dir-se que es produeix sobretot al si de les literatures anglosaxona i francesa i que té com a vehicles de divulgació principal el fulletó i les revistes populars més o menys barates i de gran difusió, fins que, ja en el segle xx, es consolida en format de llibre (típicament, llibre de butxaca en rústica al si de col·leccions populars de coberta il·lustrada a tot color, ben llampant). De tota manera, la majoria de gèneres sorgeix de títols concrets que obtindran gran èxit i enorme influència fins a esdevenir paradigmes a emular; és aquest, en definitiva, el mecanisme de formació dels gèneres. En acabat, el conreu massiu diversifica, entremescla i dona origen a subgèneres i a nous gèneres, i així successivament.
Sembla que els paràmetres de la novel·la sentimental es defineixen a grans trets en la narrativa britànica del segle xviii i es retroalimenten després amb elements romàntics.
En la cristal·lització inicial de la ciència-ficció hi ha Jules Verne i H.G. Wells, entre d'altres (com el Frankenstein de Mary W. Shelley).
Daniel Defoe, Alexandre Dumas, Robert Louis Stevenson, el citat Verne i l'italià Emilio Salgari es compten entre els elements capitals que estructuren la novel·la d'aventures.
La novel·la gòtica britànica del segle xviii (Ann Radcliffe, Horace Walpole) posa les bases de la novel·la de misteri, enriquida mentrestant amb elements procedents del Romanticisme i consolidada amb Ponson du Terrail, Eugène Sue i Wilkie Collins.
De la mateixa novel·la gòtica, així com del citat Frankenstein (1818, 1831) de Mary W. Shelley, d'algunes narracions d'Edgar Allan Poe, etc., procedeix la novel·la de terror, que aviat donarà obres mestres com el Dràcula (1897) de Bram Stoker.
El citat Poe pot ésser considerat el fundador de la novel·la detectivesca, la qual ateny una primera majoria d'edat amb Arthur Conan Doyle i Gaston Leroux, sense oblidar íntimes connexions amb la novel·la de misteri.
Quant a la novel·la d'acció, en bona part derivació col·lateral de la novel·la detectivesca, The riddle of the sands (‘L'enigma de l'arena’, 1903) d'Erskine Childers és considerada actualment el primer exemple de novel·la d'espionatge, mentre que el subgènere bàsic (el thriller curt i ras), amb la fesomia actual, és creat per Edgar Wallace en la dècada de 1920.
Es constata, en fi, la interrelació de la novel·la de gènere amb el cinema i altres mitjans audiovisuals, de paper primordial en la cultura de masses. Tots aquests gèneres i subgèneres són transmesos molt aviat al cinema (i a la historieta, etc.); llur existència alhora literària i cinematogràfica els realimenta constantment per múltiples vies: versions fílmiques d'èxits de llibreria, desenvolupament autònom dels gèneres a la pantalla, influència directa dels films en l'elaboració de noves novel·les, etc., etc.